# Juan de la Calle e Heredia
Juan de la Calle y Heredia, O. de M. (1612 - 15 de fevereiro de 1676) foi um prelado católico romano que serviu como bispo de Arequipa (1674–1676) e bispo de Trujillo (1661–1674).

## Biografia
Juan de la Calle y Heredia nasceu em Granada, Espanha, em 1612 e foi ordenado frade na Ordem de Nossa Senhora das Mercês. A 5 de setembro de 1661, foi nomeado durante o papado do Papa Alexandre VII como Bispo de Trujillo. No dia 22 de outubro de 1662, foi consagrado bispo por Pedro de Villagómez Vivanco, arcebispo de Lima. A 1 de outubro de 1674, foi nomeado bispo de Arequipa durante o papado do Papa Clemente X. Serviu como Bispo de Arequipa até à sua morte a 15 de fevereiro de 1676.